# Pădurea Sarului
Pădurea Sarului este o arie protejată (arie specială de conservare — SAC, sit de importanță comunitară — SCI) din România, desemnată în scopul protejării biodiversității și menținerii într-o stare de conservare favorabilă a florei spontane și faunei sălbatice, precum și a habitatelor naturale de interes comunitar aflate în arealul zonei protejate. Aceasta este situată în Oltenia, pe teritoriile județelor Olt și Vâlcea.

## Localizare
Aria naturală se întinde în partea central-vestică a județului Olt, pe teritoriile administrative ale comunelor Bobicești, Găneasa, Morunglav, Pleșoiu și al orașului Piatra-Olt; și în cea central-vestică a județului Vâlcea, pe teritoriul comunei Laloșu. Situl este străbătut de drumul național DN65, care leagă municipiul Craiova de Slatina.

## Înființare
Zona a fost declarată sit de importanță comunitară prin Ordinul Ministerului Mediului și Dezvoltării Durabile Nr.1964 din 13 decembrie 2007 (privind instituirea regimului de arie naturală protejată a siturilor de importanță comunitară, ca parte integrantă a rețelei ecologice europene Natura 2000 în România) și se întinde pe o suprafață de 6.770,3 hectare. Pădurea Sarului a fost protejată și ca arie specială de conservare în mai 2022

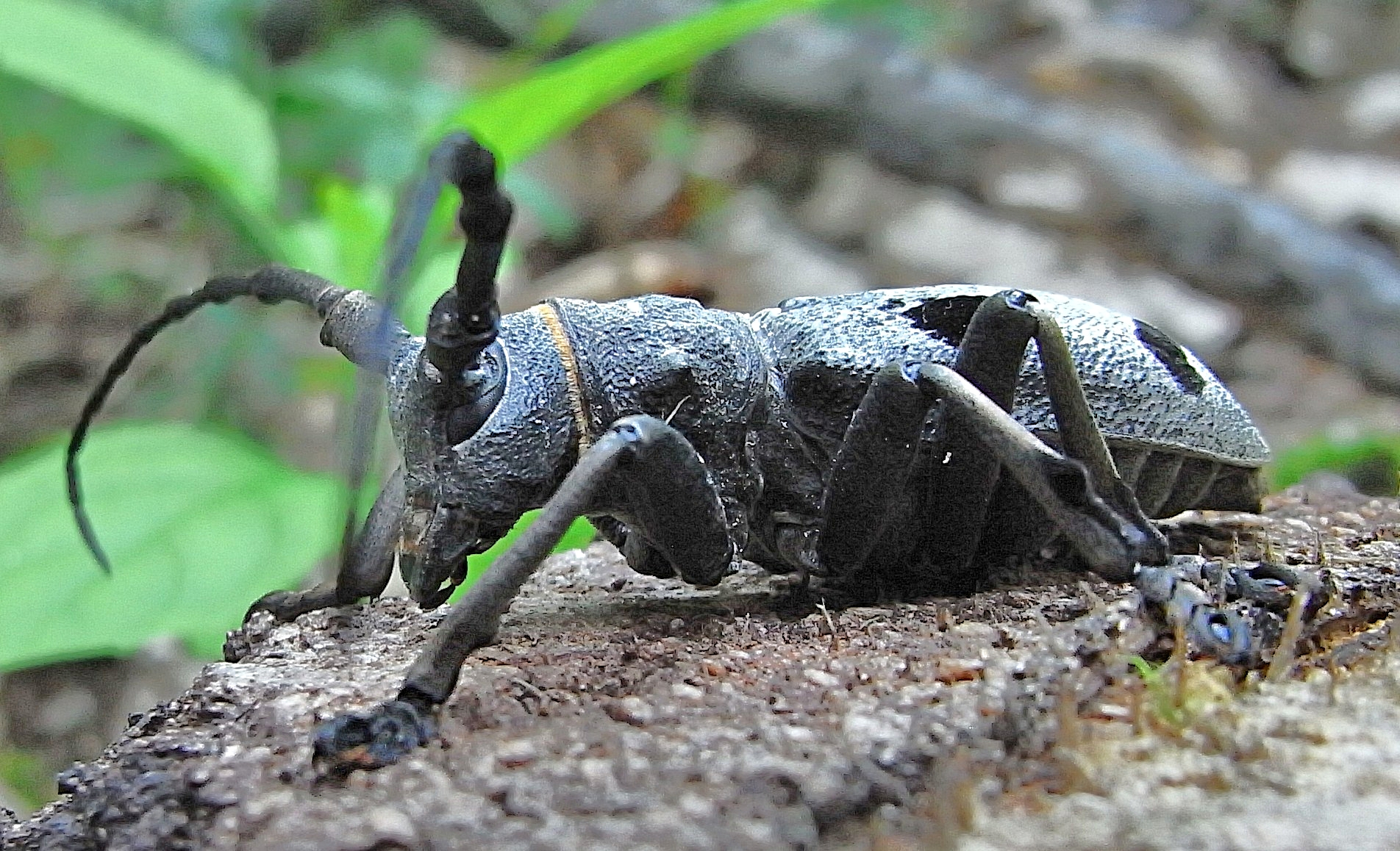
Croitorul cenușiu al stejarului (Morimus funereus)

## Biodiversitate
Situl reprezintă o suprafață împădurită cu arboret de gorun (Quercus petraea), gârniță (Quercus frainetto) și cer (Quercus cerris), încadrată în bioregiune continentală aflată în lunca dreaptă a Oltețului; ce conservă habitate naturale de tip: Păduri balcano-panonice de cer și gorun și protejază o gamă diversă de faună și floră.
La baza desemnării sitului se află câteva specii faunistice enumerate în anexa I-a a Directivei Consiliului European 92/43/CE din 21 mai 1992 (privind conservarea habitatelor naturale și a speciilor de faună și floră sălbatică), printre care: un amfibian din specia Triturus cristatus (triton cu creastă, specie aflată pe lista roșie a IUCN); precum și trei specii de coleoptere: croitorul mare al stejarului (Cerambyx cerdo), rădașca (Lucanus cervus) și croitorul cenușiu al stejarului (Morimus funereus).

## Căi de acces
- Drumul național DN65 pe ruta: Craiova - Balș - Teiș - Mirila.

## Monumente și atracții turistice
În vecinătatea sitului se află numeroase obiective de interes istoric, cultural și turistic; astfel:

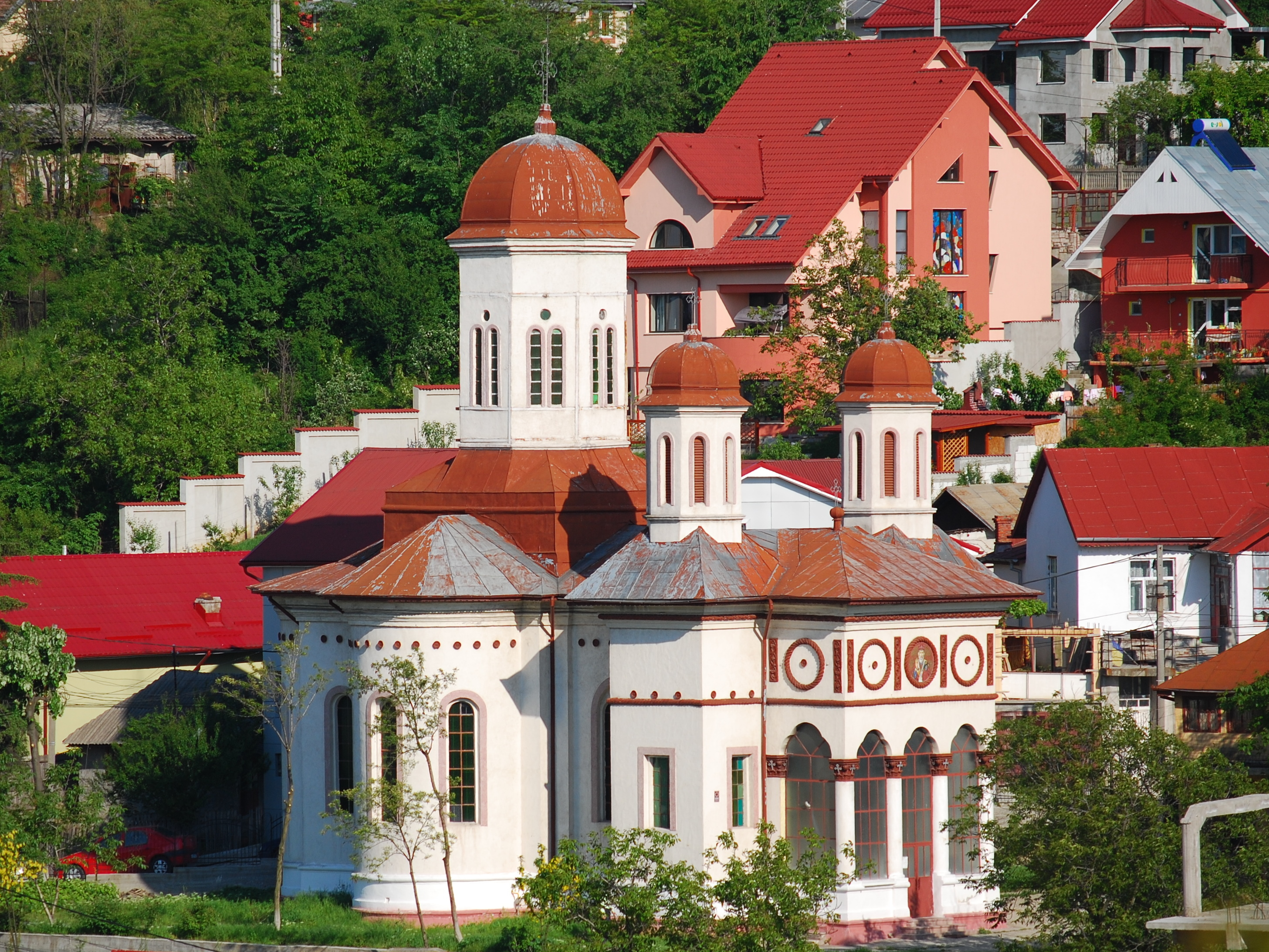
Biserica "Sf. Nicolae" din Slatina

- Biserica "Sf. Nicolae" din satul Cocorăști, construcție 1812, monument istoric.
- Biserica "Sf. Nicolae" (din coastă, Slatina), construcție 1700, monument istoric.
- Biserica "Buna Vestire" din satul Doba, construcție 1780, monument istoric.
- Biserica "Cuvioasa Paraschiva" din satul Izvoru, construcție 1862, monument istoric.
- Biserica "Sf. Voievozi" din Pleșoiu, construcție 1734, monument istoric.
- Biserica "Cuvioasa Paraschiva" din Poiana Mare, construcție 1833, monument istoric.
- Biserica "Sf. Paraschiva" din satul Bobicești, construcție 1818, monument istoric.
- Catedrala din Slatina (monument istoric) construită în 1782 de Ionașcul Cupetul și pictată Gheorghe Tattarescu.
- Situl arheologic de la Găneasa (sec. VI-VII, Hallstatt, Epoca bronzului, Cultura Verbicioara, Epoca bronzului timpuriu, Cultura Glina).
- Situl arheologic de la Piatra-Olt (sec. IV-II a. Chr., Latène, Epoca bronzului, Cultura Verbicioara, Neolitic, Cultura Vădastra).
- Așezarea și castrul de la Acidava, orașul   Piatra-Olt (sec. II - III p. Chr.).
- Rezervația naturală Valea Oltețului